# Eugenia glabrata
Eugenia glabrata är en myrtenväxtart som först beskrevs av Olof Swartz, och fick sitt nu gällande namn av Dc.. Eugenia glabrata ingår i släktet Eugenia och familjen myrtenväxter. Inga underarter finns listade i Catalogue of Life.